# Messier 58
Messier 58 (NGC 4579) é uma galáxia espiral localizada na constelação de Virgo. Foi descoberta por Charles Messier em 1779.
Duas supernovas, 1988a SN e SN 1989M, foram observadas em M58.

## Descoberta e visualização

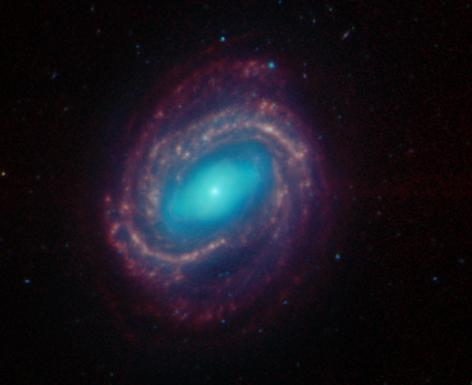
Messier 58, Telescópio Espacial Spitzer

O astrônomo francês Charles Messier descobriu a galáxia espiral barrada juntamente com duas outras galáxias companheiras aparentes, Messier 59 e Messier 60, enquanto acomapanhava o progresso de um cometa em 1779. Adicionou-a em seu catálogo em 15 de abril daquele ano, e a galáxia é uma das primeiras a ser reconhecida como tal, listada por William Parsons como uma de suas 14 galáxias espirais por ele listadas em 1850.
Em pequenos telescópios, a galáxia parece-se com muitas das galáxias elítpticas do aglomerado de Virgem, exibindo seu núcleo brilhante. Em um céu noturno sob boas condições, um telescópio de 4 polegadas de abrtura pode distinguir um halo em torno do núcleo, com pequenas condensações que parecem coincidir com os braços da galáxias. Com telescópios de 8 polegadas de abertura pode-se notar as primeiras pistas da barra associada ao núcleo.

## Características
Já foram observada duas supernovas na galáxia, a SN 1988A, uma supernova tipo II vista por Kaoru Ikeya em 18 de janeiro de 1988 que alcançou uma magnitude aparente 13,5, e SN 1989M, uma supernova tipo Ia descoberta por G. N. Kimeridze em 28 de junho de 1989, que alcançou uma magnitude aparente 12,2.
Sua distância em relação à Terra foi estimada em aproximadamente 60 milhões de anos-luz e considerando seu diâmetro aparente de 5,5 minutos de grau, seu diâmetro real é de aproximadamente 96 000 anos-luz. Sua magnitude aparente é 9,7.

## Galeria

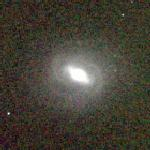
Messier 58, projeto 2MASS
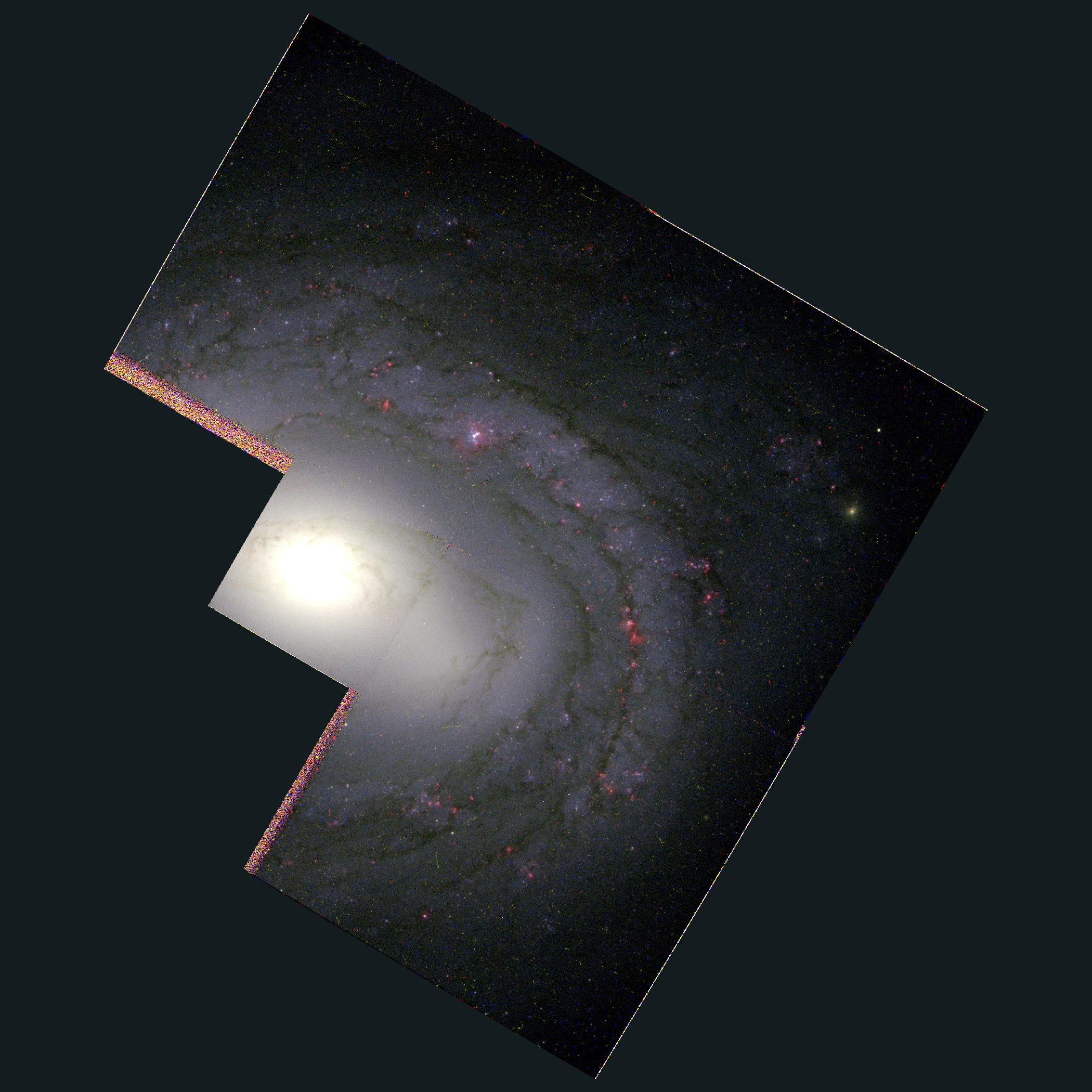
Messier 58, Telescópio Espacial Hubble
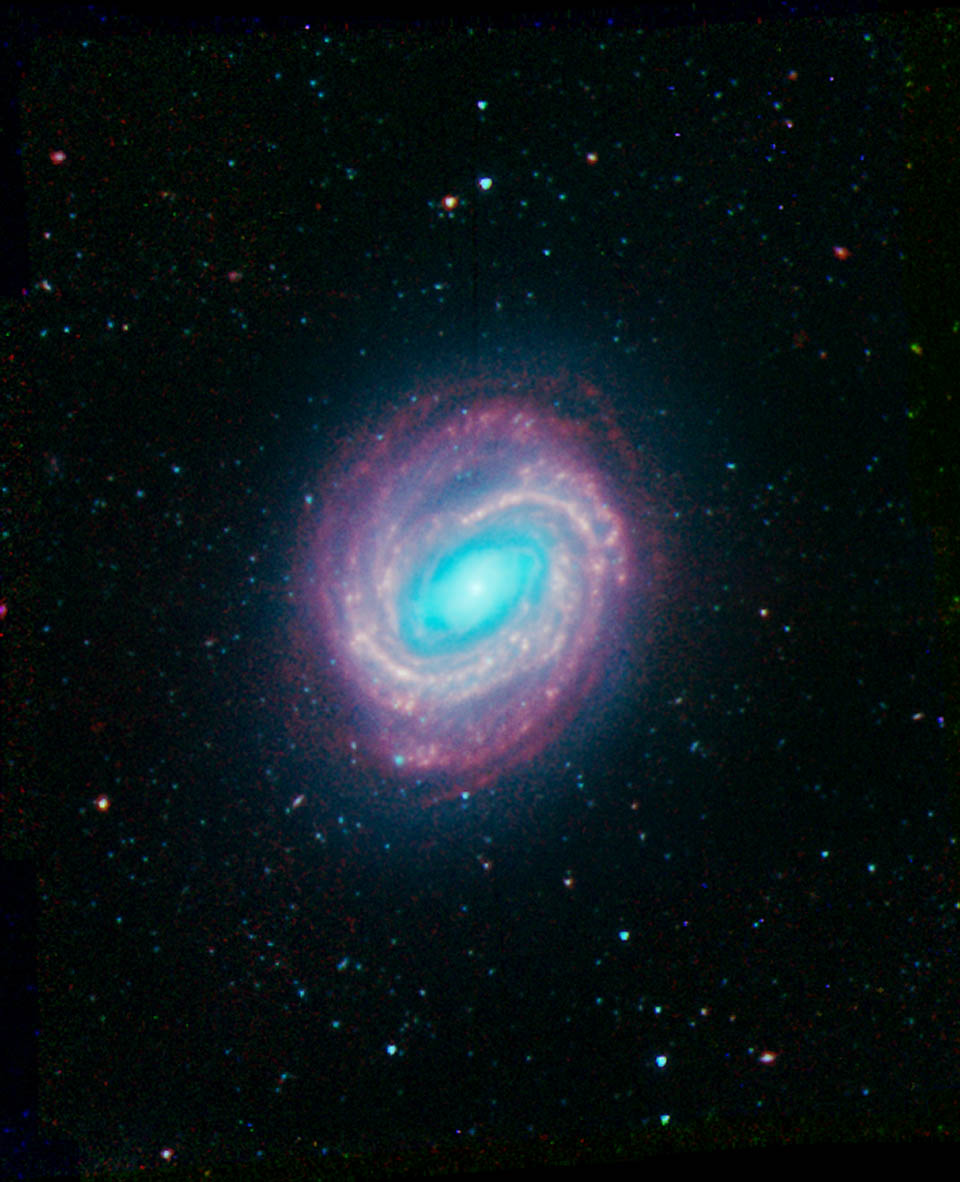
Messier 58, Telescópio Espacial Spitzer